# St. Gilgen
St. Gilgen é um município da Áustria, situado no distrito de Salzburg-Umgebung, no estado de Salzburgo. Tem 98,88 km² de área e sua população em 2019 foi estimada em 3.928 habitantes.